# Yuri Honing

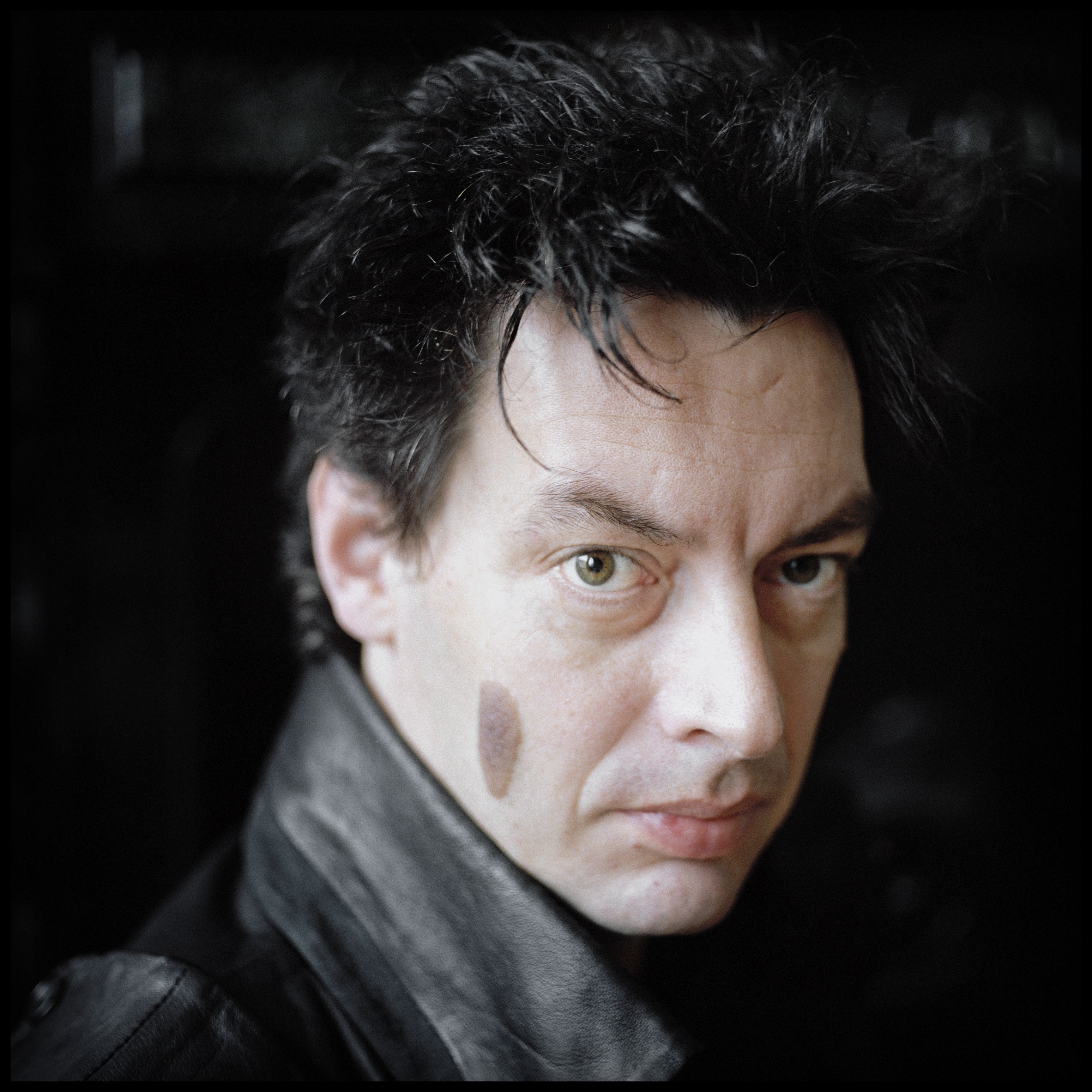
Yuri Honing im Jahr 2008

Yuri Honing (* 6. Juli 1965 in Hilversum) ist ein niederländischer Jazz-Saxophonist (Tenor, Sopran) und Komponist.

## Leben und Wirken
Honing begann mit 5 Jahren mit dem Klavierspiel, wechselte mit 12 Jahren zum Altsaxophon und mit 18 zum Tenorsaxophon. Sein erster Lehrer war Henny Kluwers (von den „Skymasters“). Er studierte am Konservatorium von Hilversum bei Herman Schoonderwalt und Ferdinand Povel sowie bei den Pianisten Rob Madna und Henk Elkerbout. Er spielt seit über 15 Jahren (2007) im Trio mit dem Bassisten Tony Overwater und dem Schlagzeuger Joost Lijbaart sowie in der „Yuri Honing Group“, einem Quintett mit seinen Trio-Partnern, Bart Fermie und dem deutschen Gitarristen Frank Möbus. Sein Debütalbum (mit seinem Trio) erschien 1992 („A Matter of Conviction“). In seinem Album „Star Tracks“ (1996) benutzte er konsequent Popsongs zum Beispiel von Abba, Cyndi Lauper und Björk als Grundlage der Jazzimprovisationen (auf dem Album neben eigenen Kompositionen und Klassikern wie Body and Soul), was ihm Mitte der 1990er Jahre zum Durchbruch verhalf und ihm insbesondere in Großbritannien Aufmerksamkeit verschaffte.
1998 folgte das Trio Album „Sequel“, das bereits erste arabische Einflüsse zeigt. Mit seiner 2001 gegründeten Gruppe „The Orient Express“ (sein Trio und arabische Musiker wie der Sänger Rima Khcheich) schlug er – nach einer Tournee im Mittleren Osten – Brücken zu arabischer Musik. Weiter arbeitete er unter anderem mit Misha Mengelberg („Playing“ im Duo 1998, „Lively“ 2000 mit dem Cellisten Ernst Reijseger), mit Lydia van Dam, mit Paul Bley, Gary Peacock und Paul Motian („Seven“ 2001, das den Edison Jazz Award gewann). 2002 veröffentlichte er das Album „Orient Express“ mit Bassem Hawar und nahm das Balladen-Album „Memory Lane“ auf. 2003 spielte er mit Pat Metheny auf dem North Sea Jazz Festival. 2005 erschien das Album „Symphonic“ mit dem Metropole Orkest unter Vince Mendoza. Mit seiner Band „Wired Paradise“ (Lijbaart, Overwater, Möbus und dem Rock-Gitarrist Paul Jan Bakker) veröffentlichte er 2006 „Temptation“. Mit der Pianistin Nora Mulder spielte er 2007 Franz Schuberts „Winterreise“ ein, wobei das Saxophon den Gesangsteil übernimmt. Dies war seine erste Aufnahme klassischer Musik. Sein schwermütiges Duo-Album Avalon Songs mit Wolfert Brederode hat der NDR als „CD der Woche“ ausgewählt.
Sein Spiel charakterisiert er in einem Interview 2005 gleichzeitig als leidenschaftlich und melancholisch.
Yuri ist der jüngere Bruder des Musikwissenschaftlers Henkjan Honing (* 1959), Leiter des Labors für kognitive Musikwissenschaft der Universität Amsterdam. 2012 wurde er mit dem angesehenen Boy-Edgar-Preis ausgezeichnet.

## Diskographische Hinweise
- 1995 – Gagarin (A Records) The Yuri Honing Trio
- 1996 – Star Tracks (Jazz in Motion) The Yuri Honing Trio
- 2001 – Seven (Jazz in Motion) mit Paul Bley (Piano), Gary Peacock (Bass) & Paul Motian (Drums)
- 2007 – Winterreise Yuri Honing, Nora Mulder & Misha Mengelberg
- 2010 – White Tiger (Jazz In Motion) Yuri Honing Wired Paradise live mit Mark Haanstra (Bass), Joost Lijbaart (Drums), Frank Möbus (Guitar), Paul Jan Bakker (Guitar), Stef van Es (Guitar), Yuri Honing (Tenor Saxophone)
- 2015 – Desire (Challenge) Yuri Honing Acoustic Quartet
- 2020 – Bluebeard (Challenge) Yuri Honing Acoustic Quartet
- 2023 – Yuri Honing Acoustic Quartet: Heaven on My Mind (Challenge)